# Pommers voetbalkampioenschap 1913/14
In 1913/14 werd het eerste Pommers voetbalkampioenschap gespeeld, dat georganiseerd werd door de Baltische voetbalbond. Titania Stettin werd kampioen en mocht voor het eerst verder in de eindronde, voorheen behoorde de Pommerse voetbalbond nergens bij en kon de kampioen niet aan eindrondes deelnemen. In de Baltische eindronde werd de club tweede achter Prussia-Samland Königsberg. 

## Groep Stolp

### West
| Plaats | Club                   | Wed. | W | G | V | Saldo | Ptn |
| ------ | ---------------------- | ---- | - | - | - | ----- | --- |
| 1.     | SV Germania 1903 Stolp |      |   |   |   |       |     |
| 2.     | IOGT Stolp             |      |   |   |   |       |     |
| 3.     | SV Pfeil Schlawe       |      |   |   |   |       |     |

|  | Geplaatst voor finale |

### Oost
| Plaats | Club                      | Wed. | W | G | V | Saldo | Ptn |
| ------ | ------------------------- | ---- | - | - | - | ----- | --- |
| 1.     | SV Viktoria 1909 Stolp    |      |   |   |   |       |     |
| 2.     | FC Hohenzollern Lauenburg |      |   |   |   |       |     |
| 3.     | SV Greif Ritzow           |      |   |   |   |       |     |

|  | Geplaatst voor finale |

### Play-off
| Team 1         | Uitslag | Team 2         |
| -------------- | ------- | -------------- |
| Germania Stolp | 4:2     | Viktoria Stolp |

## Groep Stettin
| Plaats | Club                             | Wed.           | W              | G              | V              | Saldo          | Ptn            |
| ------ | -------------------------------- | -------------- | -------------- | -------------- | -------------- | -------------- | -------------- |
| 1.     | Stettiner FC Titania             | 5              | 4              | 1              | 0              | 34:7           | 9:1            |
| 2.     | SC Blücher 1904 Stettin          | 5              | 3              | 1              | 1              | 23:10          | 7:3            |
| 3.     | Stettiner SC Preußen 1901        | 5              | 3              | 0              | 2              | 17:11          | 6:4            |
| 4.     | Stettiner SpVgg 05               | 5              | 3              | 0              | 2              | 16:20          | 6:4            |
| 5.     | SC Minerva Stettin               | 5              | 1              | 0              | 4              | 13:28          | 2:8            |
| 6.     | Sport-Britannia von 1908 Stettin | 5              | 0              | 0              | 5              | 4:31           | 0:10           |
| 7.     | Stettiner SC 1908                | Teruggetrokken | Teruggetrokken | Teruggetrokken | Teruggetrokken | Teruggetrokken | Teruggetrokken |

|  | Kampioen |

## Groep Köslin
Kösliner SV Phönix 1909 was de enige club die zich aanmeldde, hierdoor mocht de club uiteindelijk niet aan de eindronde deelnemen.

## Finale
|                  |                   |       |                      |       |
| 15 februari 1914 | SV Germania Stolp | 0 – 4 | Stettiner FC Titania | Stolp |
| 15 februari 1914 |                   |       |                      | Stolp |